# Lasse Lind
Lasse Lind (Helsínquia, 1 de março de 1981) é um futebolista finlandês.